# 上越まつり

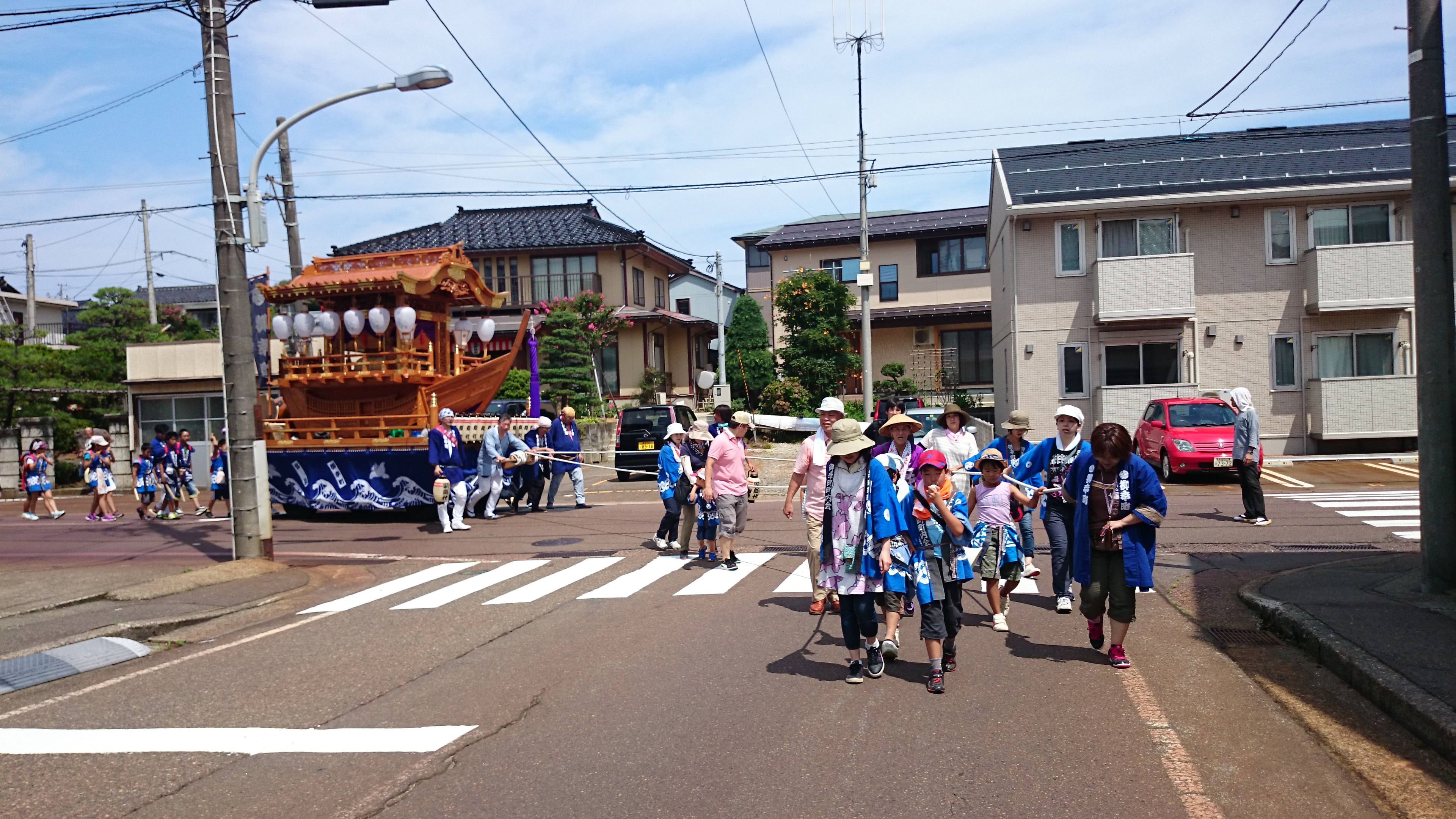
屋台巡行の様子

上越まつり（じょうえつまつり）は、新潟県上越市で毎年7月下旬に行われる夏祭り。7日間に渡り、前半は高田地区、後半は直江津地区にメイン会場を移して開催される。特に直江津地区では「直江津祇園祭」と呼ばれ、19町内の屋台（山車）が4日間練り歩き、最終日に八坂神社に米俵を奉納する「御饌米奉納」で幕を閉じる。

## 概要

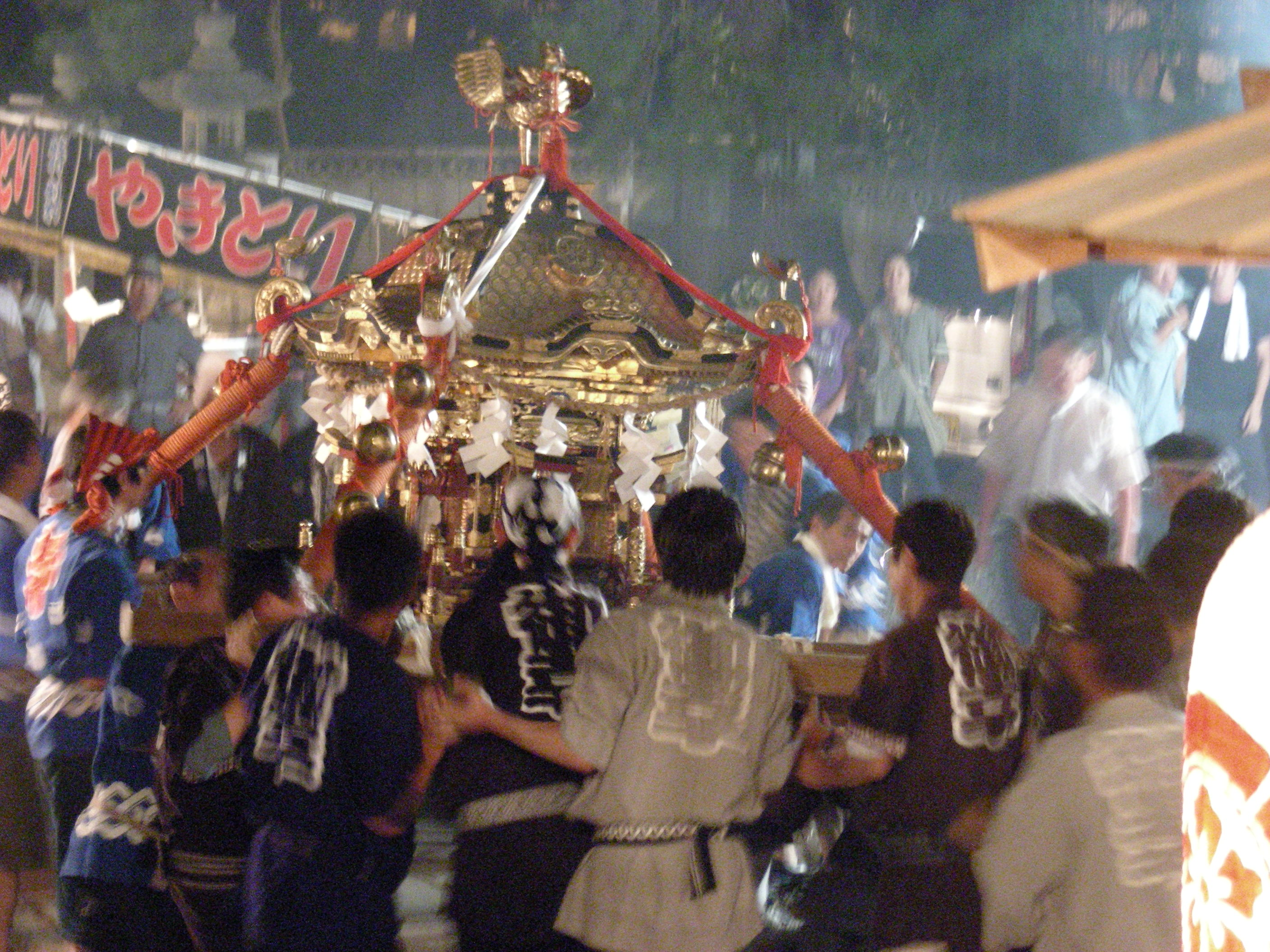
御幸町による御輿還御

毎年7月23日、直江津の八坂神社にて発輿祭（はつよさい）が行われ、神輿に御神体が移され、陸路で高田北本町の陀羅尼八幡宮へと移され、上越まつりの幕が開ける。
神輿は24日に高田の仮宮（御旅所）に宮入りしその後高田城下を渡御、26日に稲田より関川を舟で下り直江津で屋台と花火に迎えられ、天王町の仮宮（御旅所）に宮入りし一夜を過ごす。その後各町内を回った後、28日に宮元御幸町によって八坂神社に還御される。
26日に神輿を迎えた各屋台は、翌日より3日間笛・太鼓で祇園囃子を奏でながら直江津中を巡行する。29日の夜、屋台が八坂神社に集まり、五穀豊穣を願い御饌米を奉納しフィナーレとなる。

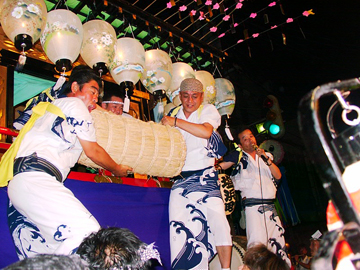
御饌米奉納の様子

## 歴史
直江津祇園祭としての歴史は古く、平安時代中頃より始まったとされる。
江戸時代に松平忠輝公が福島城 (越後国)を廃城し高田城へ移る際、直江津中の神社仏閣が高田城下へ移される中、八坂神社だけは忠輝公にお願いして直江津に残されたと言われ、その代わりに祇園祭の際は神輿を高田まで出張させるようになったと伝えられる。
屋台が登場したのは江戸時代と言われているが、現在のような引っ張る形になったのがいつごろかは不明である。昭和初期から中期にかけては直江津の人口も全盛期であり、全部で30数台の屋台があったとされる。現在は、全19町内の屋台が巡行する。
1971年に高田市と直江津市が合併して上越市になった際、「上越まつり」として名称を改め現在に至る。近年まで23日に高田地区でも花火大会が行われたが、現在は直江津地区でのみ行われている。（2015年は高田開府400年記念事業で高田でも花火が打ち上げられた。）また、高田地区で行われるお祭りを高田祇園、直江津地区でのものを直江津祇園と呼ぶ。
2017年3月には「直江津・高田祇園祭の御旅所行事と屋台巡行（「祇園祭」の「祇」の字は、正しくは「ネ」に「氏」）」として、新潟県の無形民俗文化財（風俗習慣）に指定されている。

## 祭神

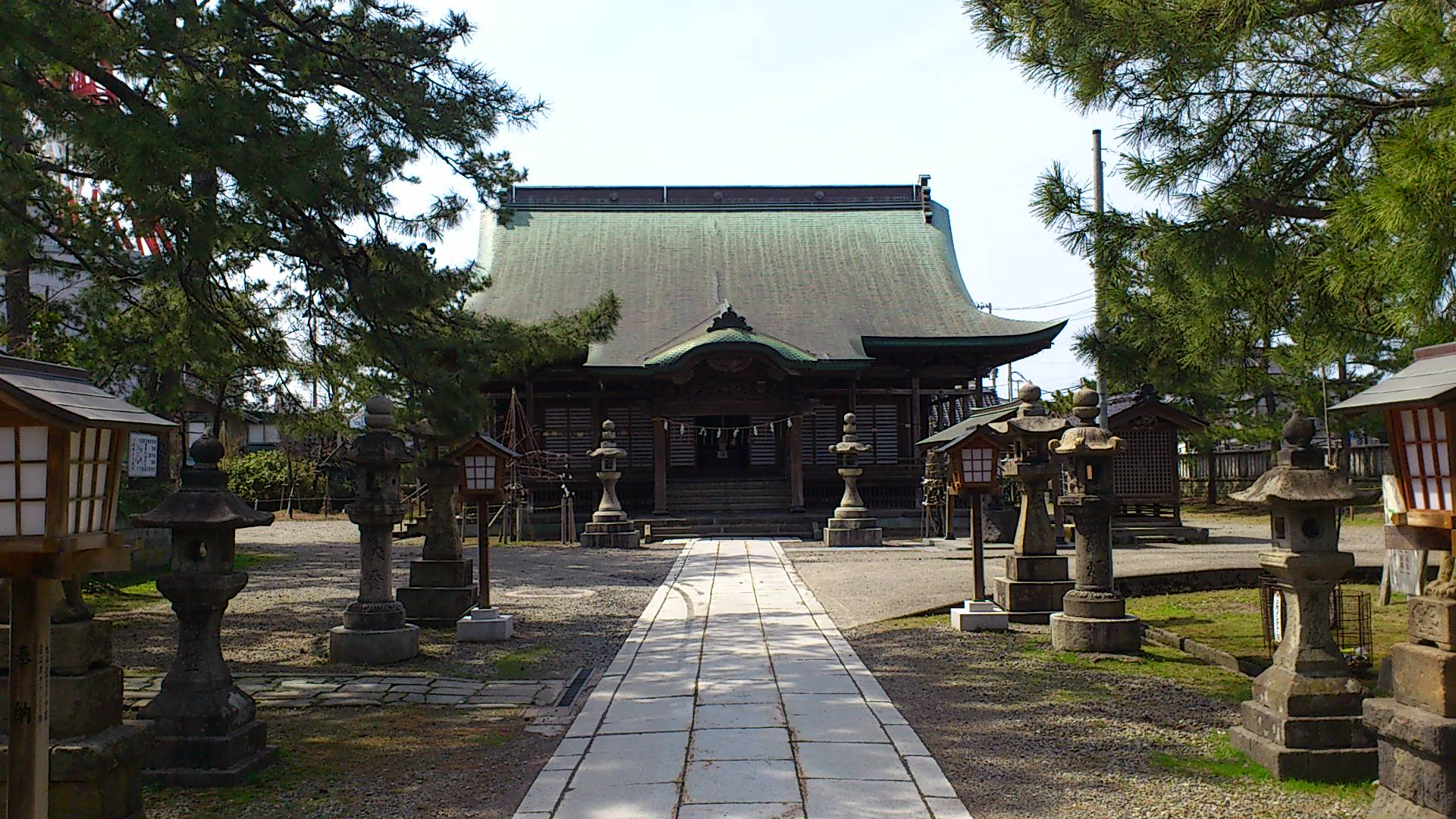
直江津八坂神社

直江津八坂神社の御祭神は素戔嗚命(すさのおのみこと)であり、祇園祭中は御神輿に召される。素戔嗚命のお妃である大市姫命が農耕・食料の神様であり市場の守護神として信仰されていることから、大市姫命の嫉妬を恐れ、上越まつりの御神輿に関して女性の参加は基本的に禁止されている。

## 日程
上越まつりの日程は、以下の通りである。（年度により、若干の変更の可能性あり。）
7月23日　八坂神社（発興祭）高田地区（歩行者天国・前夜祭）
7月24日　高田地区（歩行者天国・御輿渡御・宮入り）
7月25日　高田地区（歩行者天国・御輿渡御・民踊流し）
7月26日　高田地区（歩行者天国・御輿渡御）直江津地区（花火大会・歩行者天国・屋台巡行・御輿渡御）
7月27日　直江津地区（屋台巡行・御輿渡御）
7月28日　直江津地区（歩行者天国・屋台巡行・御輿渡御・御輿還御・民踊流し）
7月29日　直江津地区（歩行者天国・屋台巡行・御饌米奉納）

## 屋台（山車）

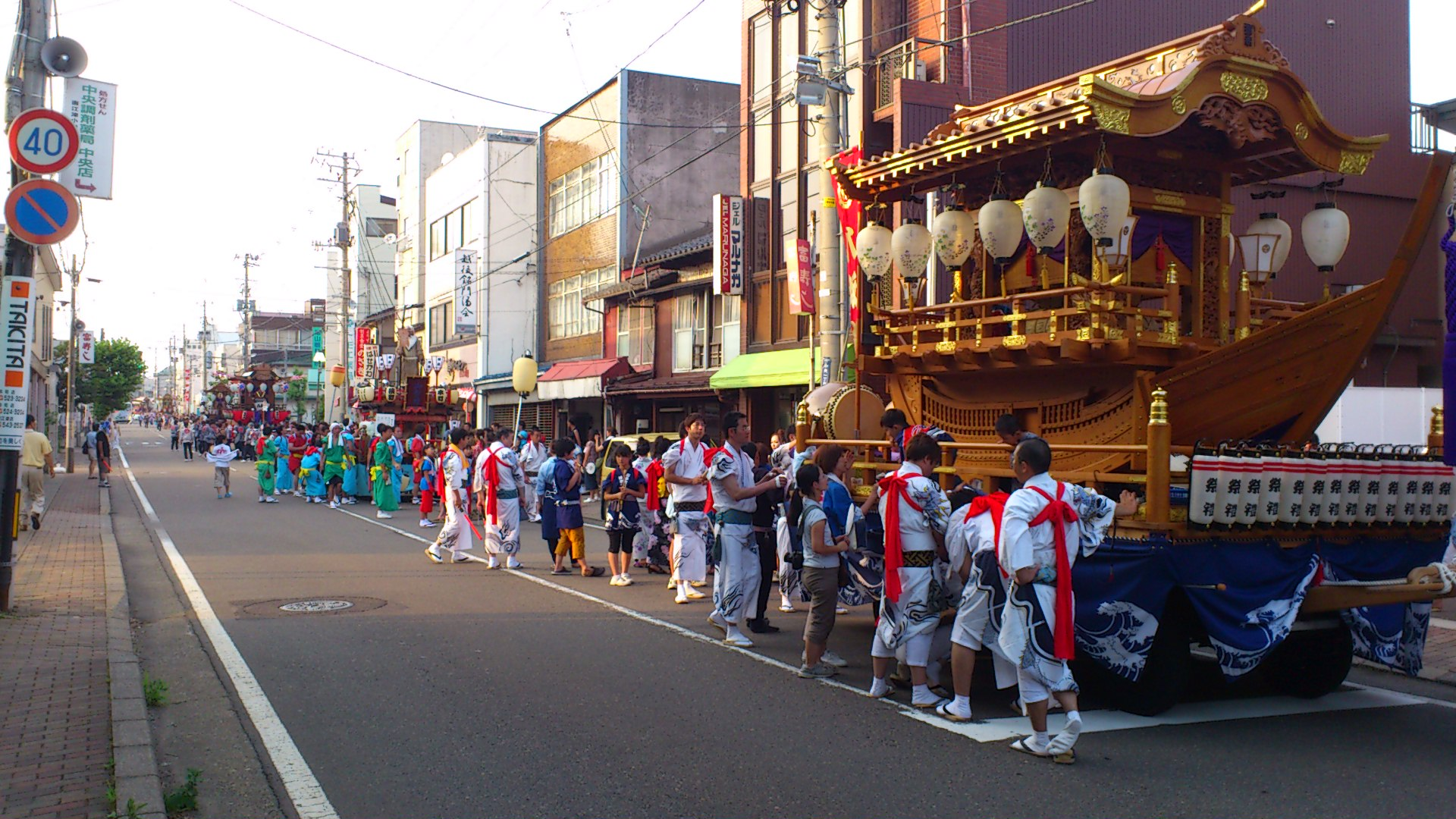
御饌米奉納を待つ屋台

直江津の屋台は、高田より船で運ばれてくるお御輿を迎えることから、舟形が多いのが特徴である。本町・横町の屋台には、舟の先導役として猿田彦命の像が乗せられている。
直江津地区（全19町内）
- 天王町
- 旭区
- 善光寺浜
- 御幸町
- 四ツ屋
- 石橋一二丁目
- 住吉町
- 沖見町
- 浜町
- 港町
- 荒川町
- 八幡
- 本町横町
- 栄町
- 塩浜町
- 福永町
- 東雲町
- 安国寺
- あけぼの

（2010年度御饌米奉納順）

## その他
- 直江津祇園祭の上部団体として、直江津地区連合青年会があり、祇園祭全般をまとめている。
- 直江津祇園囃子の基本形として、「流し」と呼ばれる屋台進行中の歩きのお囃子、「泊まり」と呼ばれる屋台停車中の止まりのお囃子、「いたこ」と呼ばれる御饌米が終わった後のお囃子があるが、各町内によって微妙に異なるのが特徴。
- 近年の少子高齢化の影響で、特に直江津駅北側の一部の町内会においては行事の規模縮小が見られるようになった。